# NGC 4678-2
NGC 4678-2 este o low-surface-brightness galaxy⁠(d) situată în constelația Fecioara. A fost descoperită în 1886 de către Francis Leavenworth. Se află la o distanță de 19,6 megaparseci de Pământ.